# Oreste Puliti
Oreste Puliti (n. 18 februarie 1891, Livorno, Italia – d. 5 februarie 1958, Lucca, Toscana, Italia) a fost un scrimer italian specializat pe floretă și sabie, campion mondial la floretă în 1927 și 1929. Cu echipa Italiei a fost de trei ori campion olimpic la sabie și de o dată campion olimpic la floretă.
A fost protagonistul unui incident la Jocurile Olimpice din 1924 de la Paris, cunoscut sub denumirea de „afacerea Puliti” („affaire Puliti” în franceză). La calificările probei de sabie individual, pe 16 iulie, într-un context deja de tensiuni mari între țările participante, ungurul și viitorul campion olimpic Sándor Pósta a surprins o discuție între Oreste Puliti și maestrul conațional Italo Santelli, criticându-l pe arbitrul ungur György Kovács. În ziua următoare, în finală, Kovács i-a acuzat pe sabrerii italieni că nu luptă în mod corect în scopul de a proteja punctajul lui Puliti, care era considerat mare favorit. Puliti a răspuns cu insulte, amenințându-l pe arbitru, și a fost descalificat. Ceilalți trei italieni s-au retras din concurs în numele solidarității. Mai târziu, în acea noapte, Puliti și Kovács s-au întâlnit din întâmplare la cabaretul Folies Bergères și primul l-a pălmuit pe cel de-al doilea. În cele din urmă, Puliti a fost exclus pe 23 iulie din circuitul olimpic de către comisia de onoare a Comitetului Internațional Olimpic, iar Puliti și Kovaćs s-au luptat în duel în luna noiembrie. În 1927 Puliti a fost reabilitat la solicitarea Federației Italiene de Scrimă.

## Legături externe
- en Oreste Puliti la Olympedia.org